# Ursem

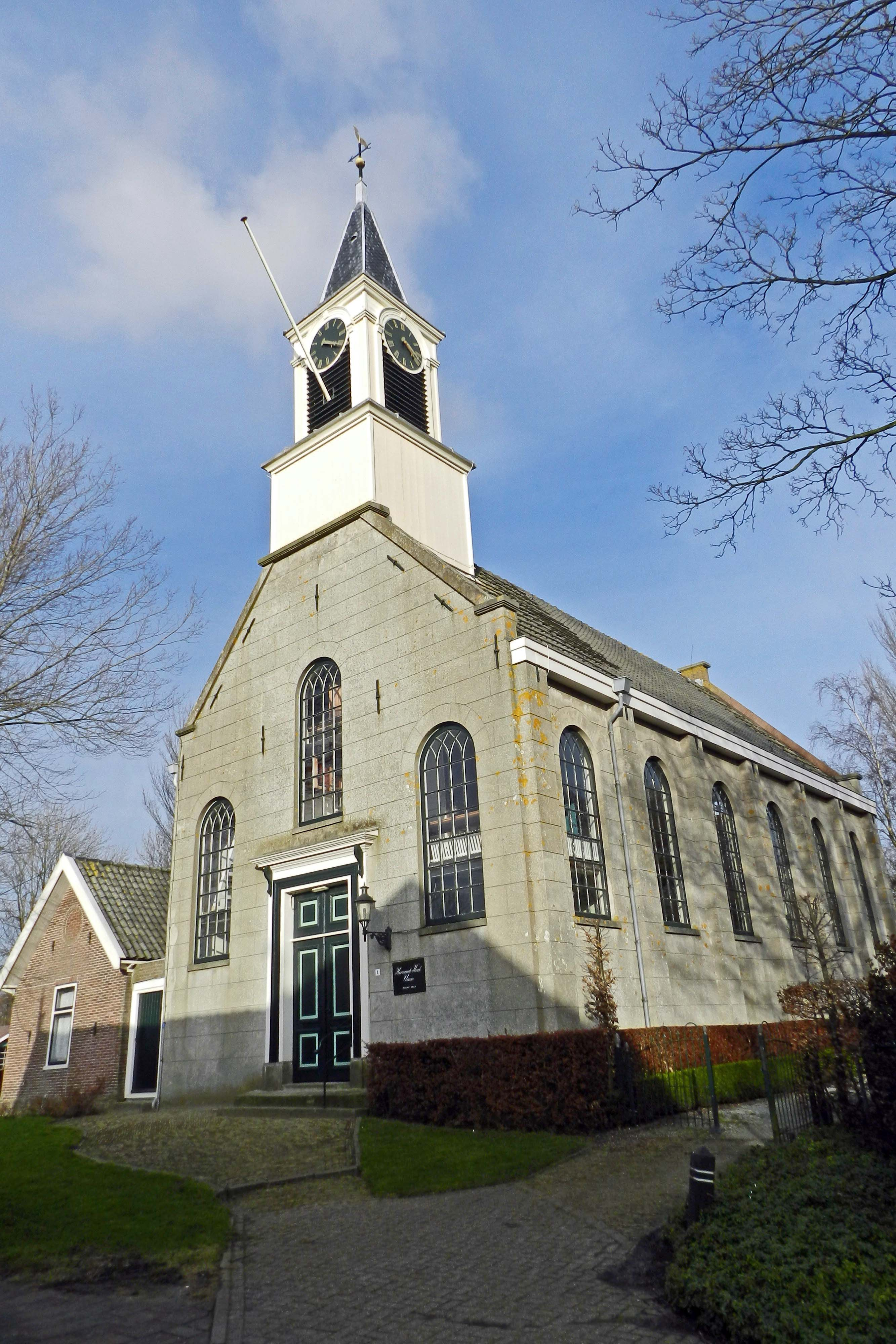
Ursem: la Hervormde Kerk

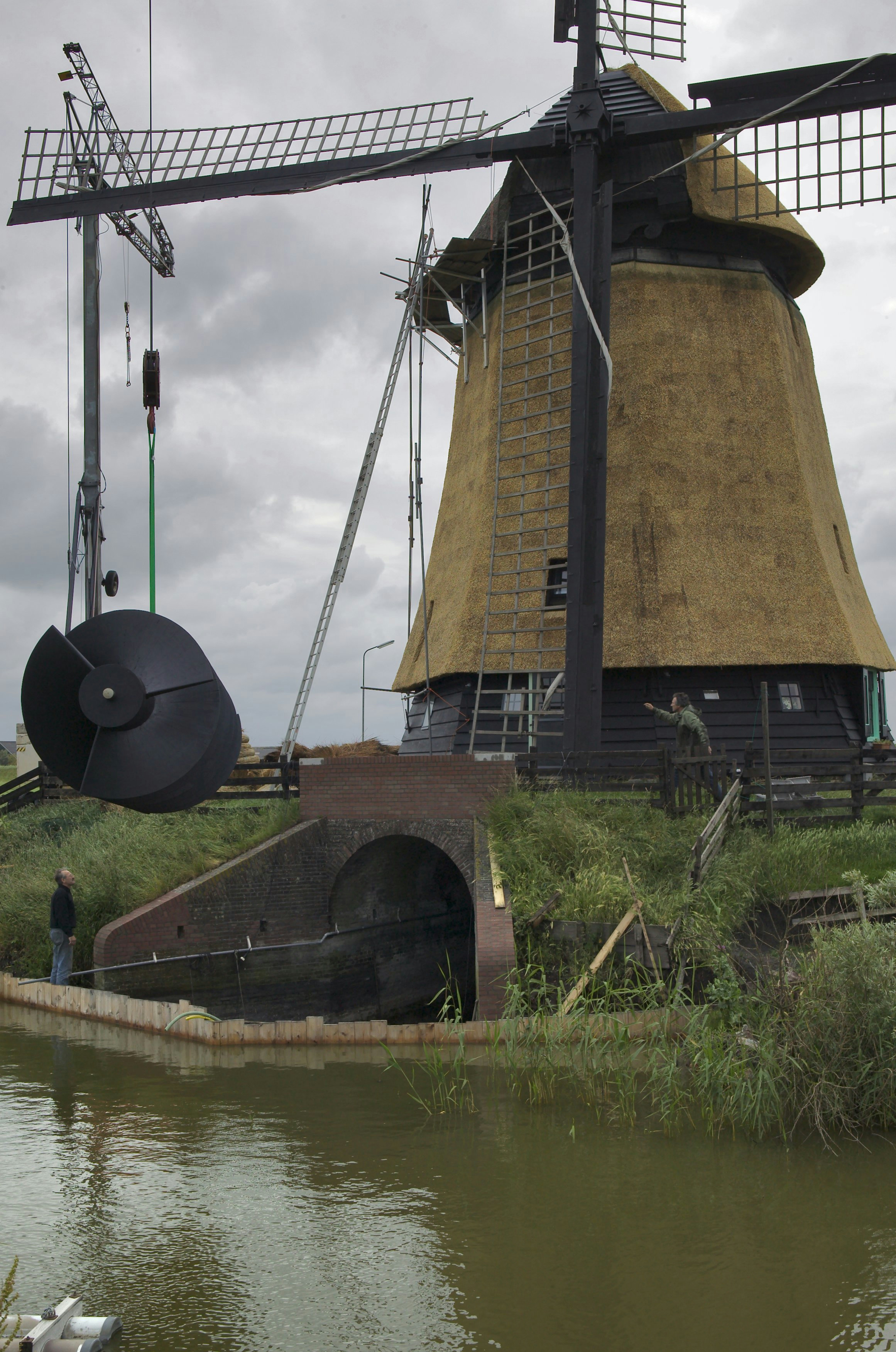
Ursem: l'Ondermolen O

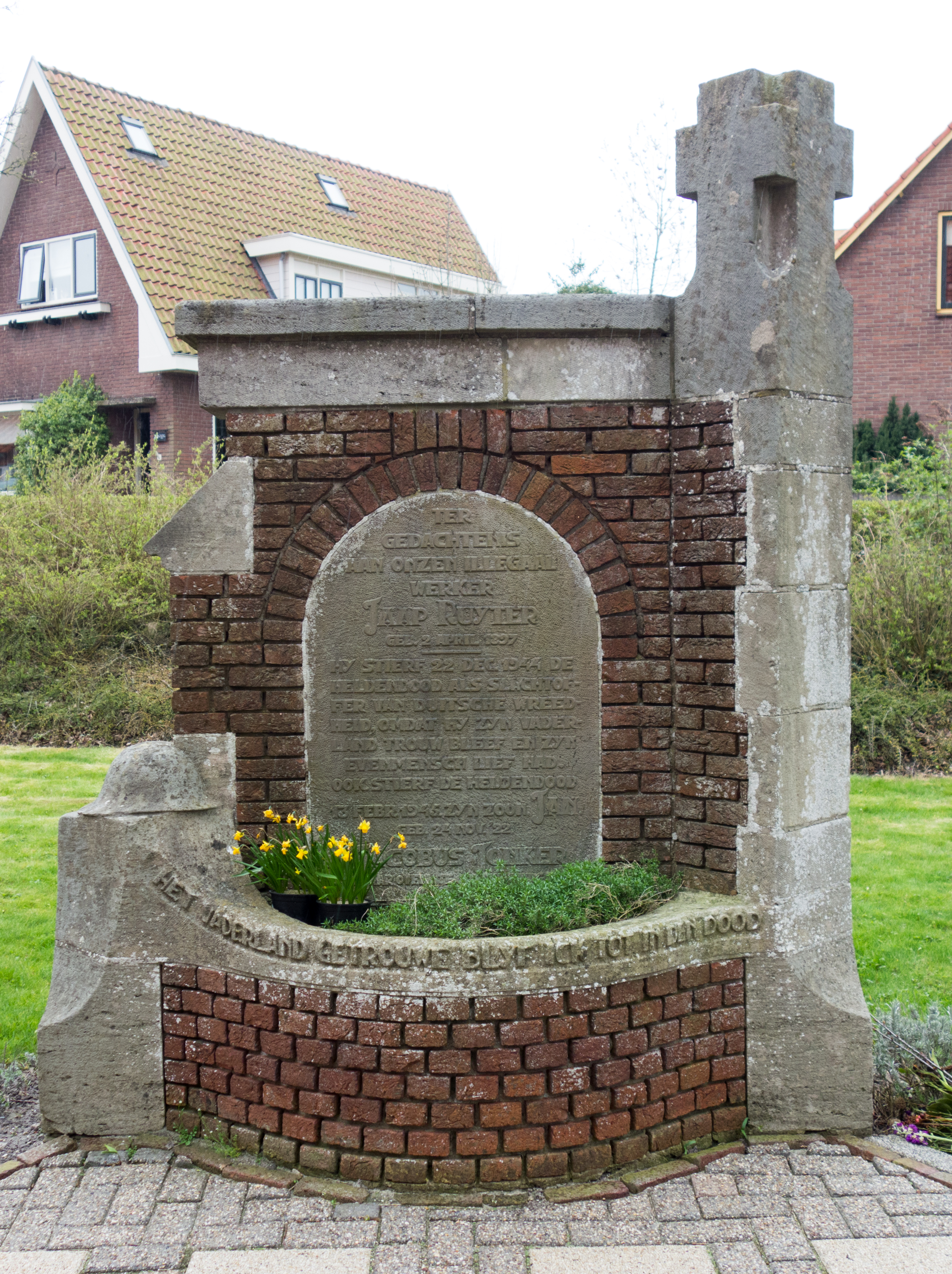
Stele funeraria a Ursem

Ursem è un villaggio (dorp) di circa 3 000 abitanti  del nord-ovest dei Paesi Bassi, facente parte della provincia dell'Olanda Settentrionale (Noord-Holland) e situato nella regione della Frisia Occidentale (West-Friesland). Ex-comune indipendente (fino al 1979), il suo territorio è suddiviso tra i comuni di Koggenland e, in minima parte, di Alkmaar.

## Geografia fisica
Ursem si trova a pochi chilometri a ovest dalla costa che si affaccia sul Markermeer e dalla cittadina di Hoorn, tra le località di Obdam e Middenbeemster (rispettivamente a sud della prima e a nord della seconda) e tra Heerhugowaard e Avenhorn/De Goorn (rispettivamente a est/sud-est della prima e a ovest delle seconde) ed è situato ai margini del polder di Schermer.
La parte del villaggio compresa nel territorio comunale di Koggenland occupa una superficie di 10,83 km² (di cui 0,53 km² costituiti da acqua), mentre la parte compresa nel territorio del comune di Alkmaar occupa una superficie di 3,21 km² (di cui 0,06 km² sono costituiti da acqua).

## Origini del nome
Il toponimo Ursem, attestato anticamente come Urisheim (prima metà dell'XI secolo), Ureshem (XII secolo) e Ursum (1840), è formato dal nome di persona Uri e dal termine -um, derivato da -em, che indica un centro abitato.

## Storia

### Dalle origini ai giorni nostri
Il villaggio, abitato sin dal Medioevo, venne menzionato per la prima volta nel 1048 in un documento che elencava i possedimenti dell'abbazia di Egmond.
Nel 1979 il comune di Ursem venne soppresso e il suo territorio fu suddiviso tra i comuni di Wester Koggenland (in gran parte) e Schermer.  Questi comuni furono a loro volta soppressi rispettivamente nel 2007 e nel 2015, quando andarono a far parte del territorio dei comuni di Koggenland e Alkmaar.

### Simboli
Nello stemma di Ursem si trova un leone di colore rosso su sfondo oro. Questo stemma è derivato da quello dei Paesi Bassi.

## Monumenti e luoghi d'interesse
Ursem vanta 4 edifici classificati come rijksmonument.

### Architetture religiose

#### Hervormde Kerk
Principale edificio religioso di Ursem è la Hervormde Kerk ("chiesa protestante"), situata lungo la Kerkpad (nel territorio del comune di Koggenland) e realizzata tra il 1846 e il 1847 su progetto dell'architetto E. de Kruyff.

### Architetture civili

#### Ondermolen O
Lungo la Molenweg (nel territorio del comune di Alkmaar) si trova poi l'Ondermolen O, un mulino a vento, costruito nel 1633 e ricostruito nel 1652 e restaurato nel 1957.

## Società

### Evoluzione demografica
Nel 2021, Ursem contava 3 019 abitanti. Di questi, 2954 abitavano nel territorio comunale di Koggenland e 65 abitavano nel territorio comunale di Alkmaar.

## Geografia antropica

### Suddivisioni amministrative
Fa parte del territorio di Ursem anche la buurtschap di Noorddijk. Inoltre, ha lo stesso codice postale di Ursem il villaggio di Rustenburg.